# Немирівський ліс
Неми́рівський ліс — лісовий заказник місцевого значення в Україні. Розташований у Дубенському районі Рівненської області, біля села Немирівка.
Площа 192 га. Перебуває у віданні ДП СЛАП «Радивилівський держспецлісгосп» (кв. 89, вид. 1-32; кв. 90, вид. 1-3; 10-24, 27-29). Заснований рішенням облвиконкому № 98 від 18.06.1991 року. 
У заказнику переважають соснові насадження, відмічений підріст дуба північного, який висаджувався по краю лісу. Ярус підліску утворюють свидина кров'яна, бузина чорна, бруслина бородавчаста, ліщина звичайна. Трав'яний покрив різноманітний. Тут ростуть: щитники чоловічий та шартрський, тонконіг дібровний, веснівка дволиста, нечуйвітер волохатенький, ожика волосиста, фіалка Рейхенбаха. 
Наукову цінність заказника становлять види, занесені до Червоної книги України: реліктовий вид — гудієра повзуча (тайгова орхідея), голарктичний вид — баранець звичайний, палеарктичний вид — плаун річний, а також низка регіонально рідкісних і малопоширених видів — одноквітка звичайна, голокучник дубовий, зимолюбка зонтична, грушанки круглолиста та мала, ортилія однобока, щитник австрійський, ожина шершава, плаун булавоподібний.